# Besence
Besence [bešence] (chorvatsky Bešenca) je obec v Maďarsku v župě Baranya, spadající pod okres Sellye. Nachází se asi 9 km severovýchodně od Sellye a asi 10 km severně od chorvatské hranice. V roce 2015 zde žilo 102 obyvatel. Dle údajů z roku 2011 tvoří 100 % obyvatelstva Maďaři a 19,5 % Romové, přičemž všichni obyvatelé se ke své národnosti vyjádřili.

## Sousední obce
| Růžice kompasu |            | Gilvánfa |         | Růžice kompasu |
| Růžice kompasu | Csányoszró | Sever    | Páprád  | Růžice kompasu |
| Růžice kompasu | Csányoszró | Besence  | Páprád  | Růžice kompasu |
| Růžice kompasu | Csányoszró | Jih      | Páprád  | Růžice kompasu |
| Růžice kompasu | Nagycsány  |          | Vajszló | Růžice kompasu |